# KV58
A tumba KV58 (acrônimo de "King's Valley #58"), no Vale dos Reis, é conhecida como A Tumba da Biga e consiste em depósitos vindos da tumba de Ay (WV23). Ela foi descoberta e escavada em 1909 por Ernest Harold Jones.
Não se sabe ao certo em que data esta tumba foi construída, embora alguns associam-na como depenências da KV57. Ela parece ter sido usada como depósito secundário para abrigar equipamentos funerários pertencentes a Ay, o quê talvez tenha sido colocado originalmente na KV23. Alguns teorizam que os materiais colocados aqui indicam que Ay foi reenterrado em algum lugar próximo desta. Outros afirmam que os materis foram abandonados aqui por ladrões que os roubaram da KV23. Entretanto ainda não há nenhuma certeza.